# جائزة سويسرا الكبرى 1954
جائزة سويسرا الكبرى 1954 هو سباق فورمولا 1 أقيم بتاريخ 22 أغسطس 1954 في برن، سويسرا. كان السابع من أصل 9 في بطولة العالم لسباقات الفورمولا واحد موسم 1954. حلّ الأرجنتيني خوان مانويل فانجيو أولا بينما حل الأرجنتيني الآخر خوسيه فرويلان غونزاليس وحصل الألماني هانز هيرمان على المركز الثالث.